# Климент (Пловдивская область)
Климент (болг. Климент) — село в Болгарии. Находится в Пловдивской области, входит в общину Карлово. Население составляет 1 297 человек.

## Политическая ситуация
В местном кметстве Климент, в состав которого входит Климент, должность кмета (старосты) исполняет Мано Иванов Манов (независимый) по результатам выборов правления кметства.
Кмет (мэр) общины Карлово — Найден Христов Найденов (коалиция партий:Болгарская социалистическая партия (БСП), Земледельческий союз Александра Стамболийского (ЗСАС), Болгарская социал-демократия, Движение за социальный гуманизм (ДСХ), политический клуб «Экогласность», политический клуб «Фракия») по результатам выборов в правление общины.